# Diazepina
La diazepina o diacepina es un heterociclo insaturado de 7 miembros que contiene dos átomos de nitrógeno. Dependiendo de las posiciones relativas en las que se ubican los átomos de N en el heterociclo, podemos hablar de:
Destaca su presencia en la estructura de numerosos fármacos entre los que se encuentran las benzodiacepinas, estando formado su núcleo por un anillo de benceno y una 1,4-diazepina.